# 和店镇
和店乡，是中华人民共和国河南省驻马店市上蔡县下辖的一个乡镇级行政单位。

## 行政区划
和店乡下辖以下地区：
和店村、陈庄村、卓庄村、李集村、方庄村、王连寨村、刘李村、后王村、前葛老村、后刘村、范王村、八里湾村、柳庄村、大许村、大王村、芦村、杨寨村、大程村、程阁村、三肖村、五肖村、孟营村、曹庄村、坡张村、六肖村、高庙村、许集村、侉子营村、小张村和东朱村。